# Verwaltungsgliederung Gambias
Die Verwaltungsgliederung Gambias bzw. die Administrative Gliederung stellt sich wie folgt dar:
Der westafrikanische Staat Gambia ist in fünf Regionen und zwei Gemeinden (englisch municipalities), die Stadt Banjul und die Gemeinde Kanifing, eingeteilt. Die fünf Regionen sind die West Coast Region, Lower River Region, Central River Region, Upper River Region und die North Bank Region.
Die Regionen sind weiter in 35 Distrikte unterteilt. Die Anzahl der Ortschaften liegt bei 1870.

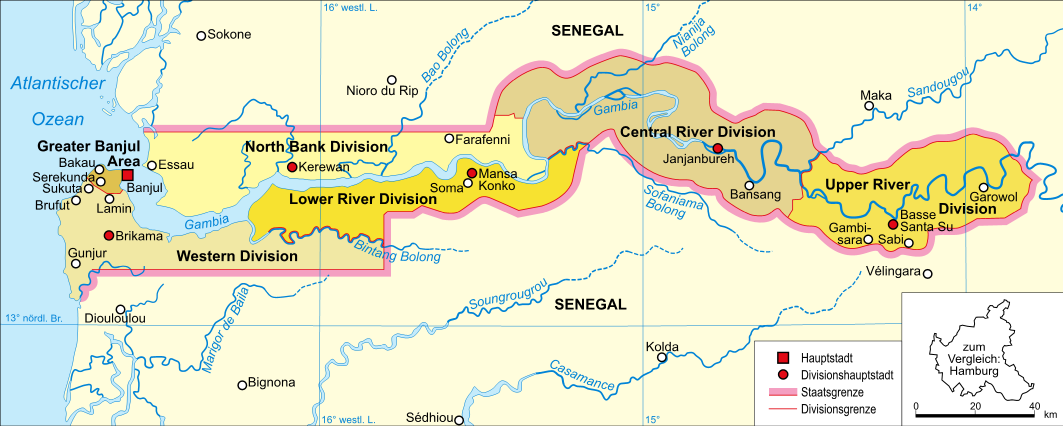
Karte Gambias, politisch (Beschriftung nicht aktualisiert – Stand 2009)

## Rechtliche Grundlagen
Das verantwortliche Ministerium ist das Ministry of Local Government and Lands (MoLGL), es regelt die Verwaltung der Landesressourcen und wacht über die lokalen Verwaltungen. Die rechtlichen Grundlagen über die Verwaltung der Gliederung sind, neben der aktuellen Verfassung Gambias, im Local Government Act, 2002 und im Lands Commission Act 2007 geregelt.

## Geschichte

### Reformen in der Kolonie
Vor 1935 war das britische Gambia eingeteilt in die Kolonie (englisch The Colony of the Gambia) und in das Protektorat. Das Protektorat war zunächst ab 1894 in zwei Divisionen (North Bank und South Bank), später in fünf Divisionen geteilt: Kombo Saint Mary, MacCarthy Island, North Bank, South Bank, und Upper River.
1935 wurden mit dem Provinces Act of 1935 fünf Provinzen geschaffen: Western, MacCarthy Island, North Bank, Lower River und Upper River, sowie die Greater Bathurst Area. Die Greater Bathurst Area bestand aus der Kolonie Bathurst und Kombo Saint Mary. Aus der South Bank entstanden die Provinzen Lower River und Western.
Nach anderen Quellen waren 1935 die Divisionen: Western, MacCarthy Island, Upper River und Central.

### Reformen in der ersten Republik
Die Local Government Areas existieren seit der Unabhängigkeit Gambias 1965.
Am 30. Oktober 1968 wurde die North Bank Division von der Lower River Division getrennt.
Am 24. April 1973 wurde die Hauptstadt Gambias, Bathurst, in Banjul umbenannt. Zu diesem Zeitpunkt war Gambia in die eine Gemeinde Banjul und in sechs Divisionen gegliedert: Banjul, Kombo Saint Mary, Lower River, MacCarthy Island, North Bank, Upper River und Western.
Der Distrikt Niumi wurde 1977 in zwei Distrikte aufgeteilt und seitdem als Lower Niumi und Upper Niumi geführt. Gleichzeitig wurde der Distrikt Serekunda geteilt und Kombo Central wurde geschaffen.
1987 wurde der Distrikt Wuli geteilt, in die zwei Distrikte Sandu und Wuli.

### Reformen in der zweiten Republik
1995 wurde die MacCarthy Island in Janjanbureh Island, die Division MacCarthy Island in Central River Division umbenannt.
Mit dem Local Government Act 2002 wurde 2003 die Kombo Saint Mary mit der Gemeinde Banjul als Kanifing Municipal zusammengelegt und die LGA Central in LGA Janjanbureh und LGA Kuntaur geteilt. Der Titel des ranghöchsten lokalen Regierungsbeamten in den Divisionen wurde von Divisional Commissioner zu Governor geändert.
2005 erfolgte die Local Government Amendment Bill 2005.
Im Januar 2006 wurde die Anzahl der Distrikte an die Anzahl der Wahlkreise angepasst, es wurden neue Seyfolu in den Distrikten eingesetzt. So entstanden Wuli West, Fulladu East, Tumana und Sabah Sanjal.
Mit der letzten Reform der Verwaltungsgliederung des Landes (Lands Commission Act 2007), die im Oktober 2007 beschlossen wurde, sollten die einzelnen Regionen mehr Selbstverwaltung erhalten. Es war ein weiterer Schritt zur Dezentralisierung des Staats. Die Nomenklatur der Gliederung hatte sich von „Division“ zu „Region“ geändert.
Im April 2010 wurde die Local Government Amendment Bill 2010 von der Nationalversammlung beschlossen, wonach die Central River Region nun geteilt werden soll. Die bestehende Region Central River wurde in Nord und Süd geteilt und entsprach dann der Unterteilung der beiden LGAs. Gleichzeitig mit dieser Reform wurde der Verwaltungssitz (englisch administrative headquarters) der North Bank Region von Kerewan nach Farafenni verlegt.
Im Oktober 2010 wurde die Bezeichnung Western Region in West Coast Region geändert, um den Charakter der Region im Namen besser deutlich zu machen.

## Gliederung

### Local Government Areas
Die politische Gliederung Gambias ist auf der zweiten Ebene in acht Local Government Areas (LGA) (deutsch lokales Verwaltungsgebiet) vollzogen. Diese LGAs existieren seit der Unabhängigkeit Gambias parallel zu den Regionen (früher: Divisionen). Diese Gliederung hat aber keine Codierung nach ISO 3166-2.
| # | LGA                             | Bemerkung                                                                            |
| - | ------------------------------- | ------------------------------------------------------------------------------------ |
| 1 | LGA Banjul                      | Die Hauptstadt bildet eine eigene LGA                                                |
| 2 | LGA Basse oder Upper River      | Diese LGA entspricht der Upper River Region                                          |
| 3 | LGA Brikama oder Western        | Diese LGA entspricht der West Coast Region                                           |
| 4 | LGA Janjanbureh                 | Ist die südliche Hälfte der Central River Region bzw. die South Central River Region |
| 5 | LGA Kanifing                    | Der Ballungsraum Kanifing Urban District Council K.U.D.C. bildet eine eigene LGA     |
| 6 | LGA Kerewan oder North Bank     | Diese LGA entspricht der North Bank Region                                           |
| 7 | LGA Kuntaur                     | Nördliche Hälfte der Central River Region bzw. die North Central River Region        |
| 8 | LGA Mansakonko oder Lower River | Diese LGA entspricht der Lower River Region                                          |

### Regionen
Die administrative Gliederung Gambias ist in der zweiten Ebene in sechs Regionen (früher, bis 2007: Divisionen) eingeteilt. Die Regionen existieren parallel zu den LGAs. Diese Gliederung hat eine Codierung nach ISO 3166-2, welche bislang (Stand: August 2019) nicht verändert bzw. aktualisiert wurde. Die Verwaltungseinheiten Banjul City und Kanifing Municipal (Kombo-St. Mary Area) sind als Greater Banjul Area (GBA) zusammengefasst.
Erläuterung der Tabelle
- Art: Art der Verwaltungseinheit; Region, Stadt oder Gemeinde
- Verwaltungssitz: Verwaltungssitz bzw. der Hauptort der Verwaltungseinheit
- Bemerkung: Bemerkung oder die frühere Bezeichnung der Verwaltungseinheit

| # | Verwaltungseinheit  | Kürzel | Art    | Verwaltungssitz | Bemerkung                                                                 |
| - | ------------------- | ------ | ------ | --------------- | ------------------------------------------------------------------------- |
| 1 | Greater Banjul Area | GBA    |        |                 | Greater Banjul Area mit Banjul City und Gemeinde Kanifing                 |
| 2 | West Coast Region   | WCR    | Region | Brikama         | früher Western Division (WD), Western Region (WR)                         |
| 3 | North Bank          | NBR    | Region | Farafenni       | früher North Bank Division (NBD)                                          |
| 4 | Lower River         | LRR    | Region | Mansa Konko     | früher Lower River Division (LRD)                                         |
| 5 | Central River       | CRR    | Region | Janjanbureh     | früher Central River Division (CRD), zuvor MacCarthy Island Division, MID |
| 6 | Upper River         | URR    | Region | Basse Santa Su  | früher Upper River Division (URD)                                         |

Umsetzung, die bislang noch nicht erfolgte (Stand August 2019):
| #  | Verwaltungseinheit  | Kürzel | Art    | Verwaltungssitz | Bemerkung |
| -- | ------------------- | ------ | ------ | --------------- | --------- |
| 5a | Central River South | ?      | Region | Janjanbureh     |           |
| 5b | Central River North | ?      | Region | Kuntaur?        |           |

### Distrikte
Unterhalb der Ebene der Regionen, auf der dritten Ebene, ist das Land in 35 Distrikte eingeteilt. Da die Gemeinden Banjul und Kanifing Municipal mitunter ebenfalls als Distrikte gezählt werden, wird auch die Zahl von 37 Distrikten genannt. Diese Einteilung gilt sowohl für die Regionen als auch für die LGAs.

Die folgende Karte zeigt die Distrikteinteilung beim Zensus 2003.
Erläuterung der Tabelle
- Fläche: gemeint ist die gesamte Fläche des Distrikts im km², die Fläche die bewohnbar ist zusammen mit den Wasserflächen. Die Flächenangaben sind geometrisch ermittelte Schätzwerte.
- Bevölkerungsdichte: Einwohner/km² bezogen auf die gesamte Fläche des Distrikts
- Sortierschlüssel: Ein Sortierschlüssel, wie dass das Gambia Bureau of Statistics verwendet

| Distrikt             | Region              | Fläche | Einwohnerzahl | Bevölkerungsdichte | Sortierschlüssel | Bemerkung                             |
| -------------------- | ------------------- | ------ | ------------- | ------------------ | ---------------- | ------------------------------------- |
| Banjul City          | Greater Banjul Area | 12     | 31.356        | 2.613              | 10               | City Council                          |
| Kanifing Municipal   | Greater Banjul Area | 76     | 422.877       | 5.564              | 20               | Municipal Council                     |
| Kombo North          | West Coast          | 169    | 294.224       | 1.741              | 30               |                                       |
| Kombo South          | West Coast          | 321    | 88.037        | 274                | 31               |                                       |
| Kombo Central        | West Coast          | 198    | 113.122       | 571                | 32               |                                       |
| Kombo East           | West Coast          | 260    | 33.849        | 130                | 33               |                                       |
| Foni Brefet          | West Coast          | 130    | 13.757        | 106                | 34               |                                       |
| Foni Bintang-Karanai | West Coast          | 287    | 20.185        | 70                 | 35               | ehemals Foni Bintang und Foni Karanai |
| Foni Kansala         | West Coast          | 142    | 17.346        | 122                | 36               |                                       |
| Foni Bondali         | West Coast          | 164    | 7.188         | 44                 | 37               |                                       |
| Foni Jarrol          | West Coast          | 93     | 7.146         | 77                 | 38               |                                       |
| Kiang West           | Lower River         | 725    | 15.065        | 21                 | 40               |                                       |
| Kiang Central        | Lower River         | 175    | 8.018         | 46                 | 41               |                                       |
| Kiang East           | Lower River         | 212    | 6.316         | 30                 | 42               |                                       |
| Jarra West           | Lower River         | 201    | 26.921        | 134                | 43               |                                       |
| Jarra Central        | Lower River         | 180    | 6.511         | 36                 | 44               |                                       |
| Jarra East           | Lower River         | 125    | 13.010        | 104                | 45               |                                       |
| Lower Niumi          | North Bank          | 355    | 51.787        | 146                | 50               | auch Lower Nuimi                      |
| Upper Niumi          | North Bank          | 439    | 26.786        | 61                 | 51               | auch Upper Nuimi                      |
| Jokadu               | North Bank          | 278    | 19.847        | 71                 | 52               |                                       |
| Lower Baddibu        | North Bank          | 200    | 14.875        | 74                 | 53               |                                       |
| Central Baddibu      | North Bank          | 258    | 13.938        | 54                 | 54               |                                       |
| Upper Baddibu        | North Bank          | 726    | 51.379        | 71                 | 55               |                                       |
| Lower Saloum         | Central River       | 154    | 12.007        | 78                 | 60               |                                       |
| Upper Saloum         | Central River       | 263    | 18.817        | 72                 | 61               |                                       |
| Nianija              | Central River       | 127    | 9.695         | 76                 | 62               | auch Nianija Kuntaur                  |
| Niani                | Central River       | 434    | 24.806        | 57                 | 63               | auch Niani Kuntaur                    |
| Sami                 | Central River       | 473    | 21.229        | 45                 | 64               | auch Sami Kuntaur                     |
| Niamina Dankunku     | Central River       | 121    | 5.571         | 46                 | 70               |                                       |
| Niamina West         | Central River       | 143    | 6.942         | 49                 | 71               |                                       |
| Niamina East         | Central River       | 357    | 21.996        | 62                 | 72               |                                       |
| Fulladu West         | Central River       | 813    | 82.513        | 101                | 73               | auch Fuladu West                      |
| Janjanbureh          | Central River       | 10     | 3.998         | 400                | 74               | auch Jajanburay                       |
| Fulladu East         | Upper River         | 839    | 107.442       | 128                | 80               | auch Fuladu East                      |
| Kantora              | Upper River         | 293    | 32.682        | 112                | 81               |                                       |
| Wuli                 | Upper River         | 592    | 40.683        | 69                 | 82               |                                       |
| Sandu                | Upper River         | 346    | 21.346        | 62                 | 83               |                                       |